# Danh sách trò chơi điện tử của Gameloft
Đây là danh sách các game được phát hành hoặc phát triển bởi Gameloft. Hầu hết trong số đó được lập trình bằng J2ME.

## A
- Air Strike (Series 30+)
- Asphalt: Urban GT (N-Gage, NDS, J2ME)
- Asphalt: Urban GT 2 (N-Gage, NDS, PSP, Symbian OS, J2ME)
- Asphalt 3 Street Rules (N-Gage (service), Windows Mobile, Symbian OS, J2ME)
- Asphalt 4: Elite Racing (iOS, iPod, N-Gage (service), J2ME, DSiWare, BlackBerry OS, Windows Mobile, Symbian OS)
- Asphalt 5 (iOS, webOS, Symbian^3, Windows Phone 7, Android, Bada)
- Asphalt 6: Adrenaline (iOS, OS X, Android, Symbian^3, J2ME, webOS, BlackBerry Tablet OS, Bada, Series 30+)
- Asphalt 3D (3DS)
- Asphalt: Injection (PS Vita)
- Asphalt 7: Heat (Android, iOS, BlackBerry 10, Windows Phone 8, Windows 8)
- Asphalt 8: Airborne (Android, iOS, Windows Phone 8, Windows 8, BlackBerry 10)
- Asphalt 9: Legends (iOS, Android, Windows)
- Asphalt Overdrive (iOS, Android, Windows Phone 8, Windows 8)
- Asphalt Nitro (Android, J2ME)
- Asphalt Xtreme (Android, iOS, Microsoft Windows)
- Assassin's Creed: Altaïr's Chronicles (iOS, Palm Pre)

## B
- Backstab (Android, iOS)
- Beowulf
- Bikini Beach Volleyball (J2ME)
- Blitz Brigade (Android, iOS)
- Block Breaker 3: Unlimited (J2ME, Series 30+)
- Block Breaker Deluxe (Wii, iOS, N-Gage, J2ME)
- Block Breaker Deluxe 2
- Brain Challenge (Wii, iOS, DS, PS3, Xbox, N-Gage, PSP, J2ME)
- Brain Challenge 2 (iOS, J2ME)
- Brain Challenge 3
- Brain Challenge 4
- Brothers in Arms (N-Gage)
- Brothers in Arms: Art of War
- Brothers in Arms DS
- Brothers in Arms: Earned in Blood
- Brothers in Arms: Hour of Heroes (iOS, Palm Pre (webOS))
- Brothers in Arms 2: Global Front (iOS, Android)
- Brothers in Arms 3: Sons of War (iOS, Android, Windows Phone)
- Bubble Bash 2 (J2ME, Series 30+)
- Bubble Bash 3 (Android)
- Bubble Bash Mania (J2ME, Android)

## C
- Captain America (iOS, Android)
- Cars: Hotshot Racing
- Cars: Fast as Lightning
- Castle of Magic (KaiOS)
- Catz
- Chess and Backgammon Classics (iOS)
- Chessmaster
- Common Sense
- Cosmic Colony
- Crazy Campus / Campus Nights
- Crystal Monsters (Nintendo DSi)
- CSI: Miami (iOS, J2ME)
- CSI: Slots

## D
- Danger Dash (J2ME, Series 30+, KaiOS, Android)
- Date or Ditch
- Date or Ditch 2
- Dead Rivals (iOS, Android)
- Deal or No Deal (UK)
- Derek Jeter Pro Baseball 2006
- Derek Jeter Pro Baseball 2007
- Derek Jeter Pro Baseball 2008
- Desperate Housewives: The Game
- Despicable Me: Minion Rush
- Diamond Rush (J2ME)
- Diamond Twister
- Diamond Twister 2 (J2ME, Android, Series 30+)
- Disney Magic Kingdoms (J2ME, Android, Windows Store)
- Dogz (N-Gage, J2ME)
- Dragon Mania (J2ME, Android)
- Dragon Mania Legends (Android, iOS, Windows Store)
- Driver (iOS)
- Driver: LA Undercover
- Driver: San Francisco (J2ME)
- Dungeon Hunter (iOS)
- Dungeon Hunter 2 (iOS, Android)
- Dungeon Hunter: Alliance (PlayStation Network, Mac OS X, PS Vita)
- Dungeon Hunter 3 (iOS, Android, j2me)
- Dungeon Hunter 4 (iOS, Android)
- Dungeon Hunter 5 (iOS, Android, Windows Phone, Windows 10, PlayStation 4, PlayStation Vita)
- "Dungeon Hunter: Curse Of Heaven"
- Dungeon Hunter Champions: Epic Online Action RPG (iOS, Android, Microsoft Windows)

## E
- Earthworm Jim (iOS, Palm Pre, and DSiWare)
- Earthworm Jim HD (PlayStation Network and Xbox Live Arcade)
- Everyday English Trainer

## F
- Ferrari GT: Evolution (iOS, J2ME)
- Ferrari GT 2: Revolution (J2ME)
- Ferrari GT 3: World Track (J2ME)
- Ferrari World Championship 2009(J2ME)
- Fashion icon (J2ME,Ios,Android)

## G
- Gangstar: Crime City
- Gangstar 2: Kings of L.A
- Gangstar: West Coast Hustle (Android, iOS, Palm Pre)
- Gangstar: Miami Vindication (Android, iPhone, iPod touch)
- Gangstar Rio: City of Saints (Android, j2me, iOS)
- Gangstar Vegas (Android, iOS)
- Gods of Rome
- Golden Balls
- G.R.A.W. 2
- Green Farm (Mobile, Adobe Flash, Windows Phone, iOS, Android)
- Green Farm 2
- Green Farm 3 (Android, iOS, J2ME)
- Grey's Anatomy
- Guitar Rock Tour (Nintendo DS, Nintendo DSiWare, iOS, J2ME)
- Guitar Rock Tour 2 (iOS, J2ME)
- GT Racing: Motor Academy (iOS, Android, Symbian OS)
- GT Racing 2: The Real Car Experience (J2ME, Android, Microsoft Windows)
- Gangstar New Orleans (iOS, Android, Microsoft Windows)
- Gangstar City (Android, J2ME)

## H
- Harry Potter and the Deathly Hallows – Part 2
- Hero of Sparta
- Hero of Sparta II (iOS)
- Heroes
- High School Hook Ups (J2ME, Windows Phone)

## I
- Ice Age Adventures
- Ice Age Avalanche
- Ice Age: Scrat-ventures (J2ME, Android)
- Ice Age Village
- Iron Man 2
- Iron Man 3

## J
- James Cameron's Avatar: The Game (iOS, Palm Pre)

## K
- Kingdoms & Lords (J2ME, Android)

## L
- Las Vegas Nights
- Let's Golf
- Little Big City (J2ME, Android)
- Little Big City 2 (J2ME, Android)
- Littlest Pet Shop (iOS, Android, J2ME)
- LOST
- Lumines Mobile (J2ME)

## M
- March of Empires
- Massive Snowboarding
- Medieval Combat: Age Of Glory
- Men in Black 3